# Сігуре-Мару
Сігуре-Мару (Shigure Maru) — транспортне судно, яке під час Другої світової війни брало участь у операціях японських збройних сил на Тихому океані. 
Судно спорудили як SS Sigli в 1920 році на нідерландсбкій верфі Scheepswerf Dordrecht у Дордрехті для компанії Koninklijke Paketvaart Mij. 
2 березня 1942-му в Індійському океані судно захопив японський есмінець «Хаясіо», після чого воно стало використовуватись під назвою «Сігуре-Мару».
25 грудня 1942-го судно знаходилось у Макассарській протоці дещо більш ніж за півсотні кілометрів на північний схід від Балікпапану (центр нафтовидобувної промисловості на сході Борнео). Тут його торпедував та потопив американський підводний човен USS Seadragon.